# Discografia de Bonnie Tyler
A discografia de Bonnie Tyler, cantora galesa, consiste em dezasseis álbuns de estúdio, a vinte e uma trilhas sonoras, setenta e cinco singles oficiais,  vinte e duas coletâneas e quatro álbuns vídeo.

## Álbuns de estúdio
| Ano         | Título                               | Companhia                   | Formato               | Catálogo                                         | Top                                                |
| ----------- | ------------------------------------ | --------------------------- | --------------------- | ------------------------------------------------ | -------------------------------------------------- |
| 1976        | The World Starts Tonight             | RCA; Castle Communication   | LP; CD; MC            | CLACD231 CLC524 CLM524                           | S #2                                               |
| 1978        | Natural Force                        | RCA; Castle Communication   | LP; CD; MC            | CLACD232 PK25152 CLC525 CLM525                   | FR #40, N #3, US #16, Country Albums #2, S #2 F# 1 |
| 1979        | Diamond Cut                          | RCA; Castle Legends         | LP; CD; MC            | CLC5026 CLM5026                                  | US #145, Country Albums #42, N #14, S #14          |
| 1981        | Goodbye to the Island                | RCA; Castle legends         | LP; CD; MC            | CLACD288 CLC5027 CLM5027                         | N #38                                              |
| 1983        | Faster Than the Speed of Night       | CBS / Columbia              | [[LP; CD; MC          | CBS25304 COL327472 CK38710 40-25304              | US #4, UK #1, FR #12, N #1, CH #3, D #24           |
| 1986        | Secret Dreams and Forbidden Fire     | CBS / Columbia              | LP; CD; MC            | 40863-19 OCT-40312 497482-2                      | US #106, UK #24, FR, #15, N #1, CH #3, D #24       |
| 1988        | Hide Your Heart (Notes from America) | CBS / Columbia              | LP; CD; MC            | COL460125-2 CK44163 4601254 FCT44163 CBS460125-2 | UK #78, CH #13, N #2, D #64                        |
| 1991        | Bitterblue                           | Hansa                       | LP; CD; MC            | 262-242-222 412142                               | D #22, AT #1, N #1, CH #21 S# 22                   |
| 1992        | Angel Heart                          | Hansa                       | LP; CD; MC            | 741728                                           | D #28, CH #14, N #4, S #50, HU #38, AT #9          |
| 1993        | Silhouette in Red                    | Hansa                       | CD; MC                | 74321 16522 2 450023 350041                      | D #28, CH #14, AT #25, S #40, N #6                 |
| 1995; 1996  | Free Spirit                          | EastWest / Atlantic Records | CD; MC                | 82854-2 030-12108-2 0630-15271-2                 | CH #39, AT #43,N #22                               |
| 1998        | All in One Voice                     | EastWest / Warner Music     | CD; MC                | 3984-25658-2                                     | -                                                  |
| 2002 / 2003 | Heart & Soul / Heartstrings          | CMC / EMI                   | CD; MC                | 535009-2 54234521 5350094                        | N #29, S #34, DM #41 FR #75, D #41, E #41, AT #32  |
| 2004        | Simply Believe                       | Sony France / Epic          | CD                    | EGP51702                                         | FR #18, CH #35, B #25                              |
| 2005        | Wings                                | Stick Music                 | CD; CD+DVD            | ST100                                            | FR #133 Amazon.fr #6                               |
| 2006        | Celebrate                            | Stick Music                 | CD                    | TM200                                            | -                                                  |
| 2006        | LIVE                                 | Stick Music                 | CD                    | ST106                                            | -                                                  |
| 2006        | Bonnie On Tour LIVE DVD              | Stick Music AXIS SonyBMG    | DVD CD+DVD            | ST502 ED 71357                                   | -                                                  |
| 2013        | Rocks & Honey                        | ZYX Music                   | CD / Download digital | ZYX21010-2                                       | -                                                  |

## Singles
| Ano     | Título                                                | Companhia                 | Formato                   | Songs | Top |
| ------- | ----------------------------------------------------- | ------------------------- | ------------------------- | --- | --- |
| 1975    | My, My Honeycomb                                      | RCA Victor                | 7” Single                 | My, My Honeycomb I've Got So Used To Loving You | - |
| 1976    | Lost in France                                        | RCA Victor                | 7” Single                 | Lost In France Baby, I Remember You | SA #2, WD#3; UK #9; A # 12; S #13; NL #24; AU # 7 |
| 1976    | It’s a Heartache                                      | RCA Victor                | 7” Single                 | It’s A heartache Got So Used To Loving You | F #1; S #1; N #1; AU #1; NZ #1; BR #1; CAN #1; SA #2; D#2 ; CH #3; A #3; NL #3; Billboard Pop Singles #3; IE #3; UK #4; Billboard Hot Country #10                                                |
| 1976    | Heaven                                                | RCA Victor                | 7” Single                 | Heaven Here’s Monday | D #24 |
| 1977    | More Than A Lover                                     | RCA Victor                | 7” Single                 | More Than Lover Love Tangle | SA #7; UK #27; D #44 |
| 1978    | Here Am I                                             | RCA Victor                | 7” Single                 | Here Am I Don’t Stop The Music | N #4; D #18 |
| 1977    | If I Sing You A Love Song                             | RCA Victor                | 7” Single                 | If I Sing You A Love Song Heaven | - Bubling Under Hot 100 US# 103 |
| 1978    | Hey Love                                              | RCA Victor                | 7” Single                 | Hey Love it's Abaut Time | - |
| 1978    | Louisiana Rain                                        | RCA Victor                | 7” Single                 | Louisiana Rain The Eyes Of A Fool | - |
| 1979    | To Good To Last                                       | RCA Victor                | 7” Single                 | To Good To Last Louisiana Rain | - |
| 1979    | My Guns Are Loaded                                    | RCA Victor                | 7” Single                 | My Guns Are Loaded Baby, I Just Love You | F #3; US Country Chart #86; Bubling Under Hot 100 #107 |
| 1979    | What A Way To Treat My Heart (Olaszország)            | RCA Victor                | 7” Single                 | What A Way To Treat My Heart My Guns Are Loaded | - |
| 1979/80 | I Believe In Your Sweet Love                          | RCA Victor                | 7” Single                 | I Believe In Your Sweet Love Come On, Give Me Loving | Espanha Airplay #22 |
| 1979    | Married Man (OST)                                     | RCA Victor                | 7” Single                 | Married Man If You Ever Need Me Again | UK #35 |
| 1979/80 | Sitting on the Edge of the Ocean (Japán)              | RCA Victor                | 7” Single                 | Sitting on the Edge of the Ocean Come On Give Me Loving | J #1; Espanha Airplay #21 |
| 1979    | Sola a la Orilla del Mar (Argentína)                  | RCA Victor                | 7” Single                 | Sola a la Orilla del Mar Ven Y Dame Amor | - |
| 1980    | I’m Just A Woman                                      | RCA                       | 7” Single                 | I’m Just A Woman Sitting on the Edge of the Ocean | - |
| 1980    | Goodbye To The Island                                 | RCA                       | 7” Single                 | Goodbye To The Island | - |
| 1981    | Sayonara Tokyo (Japán)                                | RCA                       | 7’ Single                 | Sayonara Tokyo Gonna Get Better | |
| 1983    | Total Eclipse of the Heart                            | CBS; Columbia             | 7” Single                 | Total Eclispe of the Heart Take Me Back | UK #1, US #1 USACharts, F #1, IE #1, SA #1, AU #1, C #1, Brazil #1, N #1,PI #1, N Z #1, Japan #1, V #1, Argentína #1, E #1, P #1, B #1, MEX #1, CH #3, S #3, FIN #7, D #16, I #17, NL # 24, stb. |
| 1983    | Take Me Back                                          | CBS; Columbia             | 7” Single                 | Take Me Back Take Me Back (Edit Version) | US #45 |
| 1983    | Tears (feat. Frankie Miller)                          | CBS; Columbia             | 7” Single                 | Tears First Love | - |
| 1983    | A Rockin' Good Way (feat. Shakin1 Stevens)            | CBS; Columbia             | 7” Single                 | A Rockin’ Good Way Why Do You Treat Me This Way | IE #1,UK #5, CH #10, A #9, N #4, D #5, NL #8, S # 11 |
| 1983    | Faster Than the Speed of Night                        | CBS; Columbia             | 7” Single                 | Faster Than the Speed of Night Gonna Get Better | (N #9, IE #17 UK #43 |
| 1983    | Getting So Excited                                    | CBS; Columbia             | 7” Single                 | Getting So Excited It’s A Jungle Out There (Special Jim Steinman Remix) | UK #85 |
| 1983    | Have You Ever Seen the Rain?                          | CBS; Columbia             | 7” Single                 | Have You Ever Seen The Rain Time | IE# 13, UK #47, D #63, Fe #40, E #8 |
| 1983    | Straight From the Heart                               | CBS; Columbia             | 7” Single                 | Straight From The Heart >First Love | - |
| 1984    | Holding Out for a Hero                                | CBS; Columbia             | 7’; 12” Single            | Holding Out For A Hero Holding Out For A Hero (Jellybeam Remix) faster Than The Speed Of Night | IE #1, UK #2, US #34, D #11, A#19, CAN#12, E #6, I #30, S #19 |
| 1984    | Here She Comes                                        | CBS; Columbia             | 7” Single                 | Here She Comes Time | A #13, F #32, D #43, US #76, E #9, UK #98 |
| 1985    | Loving You’s a Dirty Job (But Somebody’s Gotta Do It) | CBS; Columbia             | 7”; 12” Single            | Loving You’s A Dirty Job Under Suspicion It’s A Jungle Out There Loving You's A Dirty Job (Extended Version) | CH #24, D #30, F #34, UK #73, E #5 |
| 1986    | If You Were a Woman                                   | CBS; Columbia             | 7”; 12” Single            | If You Were A Woman Under Suspicion If You Were A Woman (Extended Version) | VEN#1; F #6, US #77, D #32, CH #16, UK #78 |
| 1986    | Band Of Gold                                          | CBS; Columbia             | 7”; 12” Single            | Band Of Gold Band Of Gold (Extended Club Mix) It’s Not Enough | UK#81 |
| 1986    | No Way To Treat A Lady                                | CBS; Columbia             | 7” Single                 | No Way To Treat A Lady Before This Night Is Through | - |
| 1986    | Sem Limites Pra Sonhar (feat. Fabio Jr.)              | CBS; Columbia Brazil      | 7” Single                 | Reaching For The Infinite Heart Sem Limites Para Sonhar | Peru# 1; Brazília #1; Portugália #1; Venezuela #1 |
| 1986    | Rebel Without A Clue                                  | CBS; Columbia             | 7”; 12” Single            | Rebel Without A Clue Rebel Without A Clue (Rescue Edit) | - |
| 1986    | Lovers Again                                          | CBS; Columbia             | 7” Single                 | Lovers Again I Do It For You | - |
| 1987    | Islands (feat. Mike Oldfield)                         | RCA                       | 7” Single                 | Islands | CH #22, D #41, I #41, UK #100 |
| 1987    | It’s Not Easy                                         | CBS; Columbia             | 7” Single                 | It’s Not Easy | - |
| 1988    | Save Up All Your Tears                                | CBS; Columbia             | 7” Single; CD Single      | Save Up All Your Tears | - |
| 1988    | Save Up All Your Tears                                | CBS; Columbia             | 7’ Single                 | Save Up All Your Tears (London Mix) | - |
| 1988    | Hide Your Heart                                       | CBS; Columbia             | 7” Single; CD Single      | Hide Your Heart I1m Not Foolin’ Under Suspicion | - |
| 1988    | The Best                                              | CBS; Columbia             | 7” Single; CD Single      | The Best The Fire Below Under Suspicion | N #10; UK #95; ES #34 |
| 1988    | Notes From America                                    | CBS; Columbia             | 7” Single                 | Notes From America It’s Not Enough Turtle Blues | - |
| 1988    | Don’t Turn Around (Brazília)                          | CBS Columbia              | 7”Single                  | Don’t Turn Around Turtle Blues | - |
| 1988    | It’s A Heartache                                      | RCA                       | 12” Single                | It’s A heartache Lost In France More Than A Lover | F#93 |
| 1989    | Merry Christmas (OST)                                 | CBS; Columbia             | 7” Single                 | merry Christmas Funky Christmas | F #100 |
| 1990    | Breakout (OST)                                        | BMG Hansa                 | 7” Single; CD Single      | Breakout Breakout (Extended Version) Breakout (Instrumental) | - |
| 1991    | Endless Night (Olaszország)                           | BMG                       | 7” Single                 | Endless Night | I # 38 |
| 1991    | Bitterblue                                            | BMG Hansa                 | 7” 12” Single; CD Single  | Bitterblue (Radio Mix) Bitterblue (True Blue Mix) Too Hot Whenever You Need Be (Bonus Track) | D Airplay #20,D Sales #17, D #2, A #5, European Singles Charts #34) |
| 1991    | Holding Out For A Hero                                | CBS                       | 12” Single                | Holding Out For A Hero Faster Than The Speed Of Night Total Eclipse Of The heart | UK #69 |
| 1992    | Against the Wind                                      | BMG Hansa                 | 7”; 12” Single; CD Single | Against The Wind Against The Wind (Long Version) Against The Wind (Instrumental) | (D Sales #36, D Airplay #48, A #13, Finland airplay #1 |
| 1992    | Where Were You                                        | BMG Hansa                 | 7”; 12”; CD Single        | Where Were You (Radio Mix) Where Were You (Long Version) I Can't Leave Your Love Alone | Germany Airplay Charts #43 |
| 1992    | Fools Lullaby / Race To The Fire                      | BMG Hansa                 | 7”; 12”; CD Single        | Fooly Lullaby (Radio Mix) Fools Lullabye (Sweet Lullabye Mix) Race To The Fire (Radio Mix) Race To The Fire (Race Mix) | D #20 D Sales #29, N #6, A #17 |
| 1992    | The Desert Is In Your Heart (feat. Sophie Arbaniti)   | BMG Hansa                 | 7”; 12” Single            | The Desert Is In Your Heart Patheno Stim Erimia | Grécia #1 |
| 1992    | Call Me Radio Mix                                     | BMG Hansa                 | 7” Single                 | Call Me (Radio Mix) All We Have Is Tonight | Germany Airplay #96, Germany Sales #95 |
| 1992    | Call Me                                               | BMG Hansa                 | 7”; 12”; CD Single        | Call Me (Radio Mix) Call Me (Extended Mix) Call Me (LIVE) All We Have Is Tonight | Germany #86 Maxi-Single |
| 1992    | God Gave Love to You                                  | BMG Hansa                 | 7”; 12; CD Single         | God Gave Love To You (Radio Mix) God Gave Love To You (Extended Version) Take A Chance Angel Heart | - |
| 1993    | Sally Comes Around                                    | BMG Hansa                 | 7”; 12”; CD Single        | Sally Comes Around Sally Comes Around (Unplugged Mix) Cryin’ A Little | SA #1; D Airplay #48; Single Chart #76 |
| 1993    | From the Bottom of My Lonely Heart                    | BMG Hansa                 | 7”; 12” CD Single         | From the Bottom Of My Lonely Heart (Radio Version) From the Bottom Of My Lonely Heart (Long Version) Bad Dreams | Germany Airplay Charts #86 |
| 1993    | You Are So Beautyful                                  | BMG Hansa                 | 12”; CD Single            | You Are So Beautyful You Won’t See Me Cry | - |
| 1993    | Stay                                                  | BMG Hansa                 | 12”; CD Single            | Stay (Radio Version) Stay (Long Version) James Dean | - |
| 1994    | Say Goodbye (Asteriy In America Soundtrack)           | BMG Hansa                 | 12”; CD Single            | Say Goodbye (Radio Mix) Say Goodbye (Classical Version) Say Goodbye (Extended Version) | - |
| 1994    | Back Home (Limited Edition)                           | BMG Hansa                 | 12”; CD Single            | Back Home (Radio Version 1) Back Home (Radio Version 2) Back Home (Instrumental) | - |
| 1995    | Making Love Out of Nothing at All                     | EastWest/Atlantic Records | 12”; CD Single            | Making Love Out of Nothing at All (Rescue Edit) Making Love Out Of Nothing At All (Snauzer Plus) Driving Me Wild | B #2; NL #17; UK #45 |
| 1995    | You’re the One                                        | EastWest/Atlantic Records | CD Single                 | You’re The One Sexual Device What You Got | D #99 |
| 1995    | Two Out of Three Ain't Bad                            | EastWest/Atlantic Records | 12”; CD Single            | Two Out Of Three Ain’t Bad (Kobe Edit) Two Out Of Three Ain’t Bad (Ralphys Soft Dub Mix) Two Out Of Three Ain’t Bad (Ralphys Cha Cha Dub Mix) Two Out Of Three Ain’t Bad (Radio Version) Two Out Of Three Ain’t Bad (Album Version) | UK Airplay #10 |
| 1996    | Limelight                                             | EastWest/Atlantic Records | CD Single                 | Limelight Limelight (Overture Mix) | D#76 |
| 1998    | He's the King                                         | EastWest                  | CD Single                 | he’s The King (Radio Version) he’s The King (Extended Version) he’s The King (Acoustic Mix) Der König Von St. Pauli Theme | D#95 |
| 1998    | Heaven (Limited Edition)                              | EastWest                  | CD Single                 | Heaven Heaven (Chamber Mix) The Reason Why Silent Night | - |
| 2002    | Amazed                                                | EMI                       | CD Single                 | Amazed (Radio Version) Amazed (Album Version) Amazed (Instrumental) In My Life | Euro Chart #157 |
| 2003    | Against All Odds (Take a Look at Me Now)              | EMI                       | CD Single                 | Against All Odds (Radio Edit) Lean On Me (Radio Edit) | - |
| 2003    | Learning To Fly                                       | EMI                       | CD Single                 | Learning To Fly (Radio Edit) Human Tuch (Radio Edit) | - |
| 2004    | Sí Demain (feat. Kaeen Antonn)                        | Epc; Sony                 | CD Single                 | Sí Demain (Radio Edit) Sí Demain (Album Version) Sí Demain (Kareen Antonn) | F #1; B #1; PL #1; Euro Chart #3; ch #7; World Chart #9; RU #155 |
| 2004    | Si Tout S’arrete                                      | Epic; Sony                | CD Single                 | Si Tout S’arrete (Album Version) | B #7; PL Airplay #10; F #12; CH #25; |
| 2004    | Vergiss Es / Forget It                                | EMI; Capitol Music        | CD Single                 | Vergiss Es (Rado Version) Forget It (Album Version) | Ukrajna #10; D #64 |
| 2005    | Louise                                                | Stick Music               | CD Single                 | Louise (original Version) Louise (French Version) | PL #7; F Dance Chart #30 |
| 2006    | Celebrate (Promo EP)                                  | Stick Music               | CD Single                 | CelebrateRun Run, Run, Run All I Need Is Love Driving Me Crazy Bonus: Louise (Video | - |
| 2006    | Louise                                                | Stick Music               | CD Single                 | Louise Hold Out Your Heart (LIVE) | - |
| 2007    | Total Eclipse Of The Heart (feat. BabyPinkStar)       | Stick Music               | CD Single                 | Total Eclipse Of The Heart (Bleepy vs Red 20 Remix) Total Eclipse Of The Heart (Video) | - |
| 2013    | Believe In Me                                         | ZYX Music                 | CD Single                 | Believe In Me (Radio Edit) Believe In Me (Album version) Stubborn | UK Indie Charts #10 |

## Coletâneas
| Ano  | Título                                                            | Companhia                       | Formato                                            | Top                                                                               |   |
| ---- | ----------------------------------------------------------------- | ------------------------------- | -------------------------------------------------- | --------------------------------------------------------------------------------- | - |
| 1978 | The Hits of Bonnie Tyler LP                                       | RCA Victor                      | LP                                                 | N #1; D #3; F #5; AU #23; NL #40, Swiss#7                                         |   |
| 1979 | The Best of Bonnie Tyler (Japán)                                  | RCA Japan                       | LP                                                 | -                                                                                 |   |
| 1980 | Lo Mejor De Bonnie Tyler (Spain)                                  | RCA Spain                       | LP                                                 | -                                                                                 |   |
| 1981 | Bonnie Tyler Best (Japan)                                         | RCA Japan                       | LP                                                 | -                                                                                 |   |
| 1981 | The Very Best of Bonnie Tyler (Germany)                           | RCA Germany                     | LP                                                 | -                                                                                 |   |
| 1981 | The Best Of                                                       | RCA Saud Arabia                 | LP MC                                              | -                                                                                 |   |
| 1989 | Greatest Hits (Bonnie Tyler)                                      | CBS                             | LP, CD, MC                                         | J #1; N #2; N (1992) #11; DM #5; FL #6; S #9; NL #9; A #20; UK #24; AU #48; E #76 |   |
| 1990 | Night Riding                                                      | Knight Music                    | CD MC                                              | -                                                                                 |   |
| 1990 | Gold Collection (France Limited)                                  | CBS France                      | CD                                                 | -                                                                                 |   |
| 1991 | Lost In France (Double Collection)                                | RCA                             | 2 CD                                               | -                                                                                 |   |
| 1991 | Love Songs                                                        | RCA Germany                     | CD                                                 | -                                                                                 |   |
| 1991 | Castle Masters Collection                                         | Castle                          | CD; MC                                             | -                                                                                 |   |
| 1991 | Diamond Star Collection (Nedherland)                              | Castle Spectrum                 | CD                                                 | -                                                                                 |   |
| 1991 | The Collection                                                    | Castle Communication            | CD MC + Biography                                  | -                                                                                 |   |
| 1992 | The Compact Collection                                            | Castle                          | CD                                                 | -                                                                                 |   |
| 1992 | Here Am I (Germany)                                               | Castle Spectrum                 | CD; MC                                             | D # Gold (250,000+)                                                               |   |
| 1993 | The Best                                                          | Columbia                        | CD; MC                                             | F #4; UK #93                                                                      |   |
| 1993 | Bonnie Tyler Original Recordings                                  | Castle Spectrum                 | CD MC                                              | -                                                                                 |   |
| 1993 | Heaven & Hell                                                     | Columbia Cleveland              | CD; MC; LP; MD                                     | UK #9; UK 1995 #12; IE #2; AU #43; IE 2004 # 47                                   |   |
| 1993 | A Portrait Of                                                     | RCA                             | CD + photo + telefonkarten                         | -                                                                                 |   |
| 1993 | Bonnie Tyler Gold                                                 | Sony Germany                    | CD; MC                                             | -                                                                                 |   |
| 1993 | The Very Best Of Bonnie Tyler Volume 1.                           | Sony/Columbia Germany           | CD ;MC + Booklet                                   | D #3; CH #6; A #17                                                                |   |
| 1994 | The Very Best Of Bonnie Tyler Volume 2.                           | Sony/Columbia Germany           | CD; MC + Booklet                                   | CH #22; A #38; D #39                                                              |   |
| 1994 | Bonnie Tyler The Best (France)                                    | CBS France                      | CD ˙MC                                             | -                                                                                 |   |
| 1994 | It's A Heartache                                                  | Castle Spectrum                 | CD; MC                                             | -                                                                                 |   |
| 1994 | Comeback Single Collection ’90-’94                                | BMG / Hansa                     | CD; MC + New song                                  | -                                                                                 |   |
| 1994 | Rock Giants                                                       | Castle Spectrum / Karussel      | CD                                                 | -                                                                                 |   |
| 1995 | Greatest Hits (Germany)                                           | Castle Spectrum / Karussel      | 3 CD Box                                           | -                                                                                 |   |
| 1995 | The Best Bonnie Tyler                                             | Sony                            | CD                                                 | UK #93                                                                            |   |
| 1995 | Definitive Collection + Extra CD                                  | Columbia                        | 2 CD                                               | -                                                                                 |   |
| 1995 | Lost In Love                                                      | Hansa                           | CD; MC                                             | -                                                                                 |   |
| 1995 | Bonnie Tyler (France)                                             | CBS                             | 3 CD Box (Limited Edition)                         | -                                                                                 |   |
| 1995 | Lost In France                                                    | Castle                          | CD MC                                              | -                                                                                 |   |
| 1995 | Best Ballads                                                      | Hansa / Ariola Express          | CD; MC                                             | Portugal #3                                                                       |   |
| 1995 | The Ultimate Collection (Denmark)                                 | BMG                             | 2 CD                                               | - Dinamarca #3                                                                    |   |
| 1995 | Straight From The Heart                                           | CBS                             | CD                                                 | -                                                                                 |   |
| 1995 | Favourite Hits                                                    | Castle                          | CD                                                 | -                                                                                 |   |
| 1995 | Golden Stars Collection Vol. 1.                                   | Castle Germany                  | CD MC                                              | -                                                                                 |   |
| 1995 | Golden Stars Collection Vol. 2.                                   | Castle Germany                  | CD MC                                              | -                                                                                 |   |
| 1996 | Golden Stars Collection Vol. 3.                                   | Castle Germany                  | CD MC                                              | -                                                                                 |   |
| 1996 | With Love From Bonnie Tyler                                       | Hansa                           | CD; MC                                             | -                                                                                 |   |
| 1996 | All The Best                                                      | BMG / Ariola Express            | 3 CD Box                                           | -                                                                                 |   |
| 1996 | Straight from the Heart (Canada)                                  | Sony                            | CD; MC                                             | -                                                                                 |   |
| 1996 | Faster Than the Speed of Night / Hide Your Heart                  | Columbia France                 | 2 CD                                               | -                                                                                 |   |
| 1997 | Holding Out for a Hero                                            | CBS                             | CD                                                 | -                                                                                 |   |
| 1997 | The Love Collection                                               | BMG / Ariola Express            | 2 CD                                               | -                                                                                 |   |
| 1997 | Lost in France - Double Collection                                | Castle Austria                  | 2 CD duplatokos                                    | -                                                                                 |   |
| 1997 | Piece of My Heart                                                 | Castle Spectrum                 | CD                                                 | -                                                                                 |   |
| 1997 | Music Time                                                        | Castle                          | CD                                                 | -                                                                                 |   |
| 1998 | Musica Píu                                                        | CBS Italy                       | CD                                                 | -                                                                                 |   |
| 1998 | The Beauty & The Best                                             | BMG / Ariola Express            | CD; MC                                             | Noruega 2001 #6; Estonia 2003 # 17                                                |   |
| 1998 | Heartbreakers                                                     | Sanctuary Records               | CD                                                 | -                                                                                 |   |
| 1998 | Greatest Hits (Limited)                                           | CBS Germany                     | CD                                                 | -                                                                                 |   |
| 1998 | The Best Of The Best (Limited Gold Edition)                       | CBS                             | Ltd. Gold Edition CD Box + Booklet; díszdoboz      | -                                                                                 |   |
| 1999 | Power & Passion - The Very Best Of Bonnie Tyler (2CD)             | Sony Music Media                | 2 CD                                               | D #88                                                                             |   |
| 1999 | Greatest Hits Vol. 2 (South Africa)                               | CBS                             | CD; MC                                             | -                                                                                 |   |
| 1999 | Simply The Best                                                   | Columbia                        | CD                                                 | -                                                                                 |   |
| 1999 | Super Hits                                                        | Columbia                        | CD " Biograhy                                      | F 2002 #26                                                                        |   |
| 2000 | Beautys Best                                                      | BMG                             | 2 CD                                               | -                                                                                 |   |
| 2000 | Total Eclispe Of The Heart                                        | CBS                             | CD                                                 | -                                                                                 |   |
| 2001 | The Greatest Hits (Bonnie Tyler)                                  | Columbia / Sanctuary Records    | CD biography + discography + photos                | N #2; D #5; F #6; FL #6; P #15; UK #18; E #20; NL #20; A #20; SA #30              |   |
| 2001 | The Very Best Of Bonnie Tyler                                     | Ariola Express /Camden          | CD                                                 | -                                                                                 |   |
| 2001 | Les Indipensables                                                 | CBS France                      | CD                                                 | -                                                                                 |   |
| 2001 | Holding Out For A Hero (2CD)                                      | Columbia Germany                | 2 CD                                               | -                                                                                 |   |
| 2002 | I'm Just A Woman                                                  | Castle Communication            | CD                                                 | -                                                                                 |   |
| 2002 | Total Eclipse – The Bonnie Tyler Anthology (2CD)                  | Columbia / Sanctuary Records    | 2 CD + Booklet Biography + Discography             | F 2004 Compilation Chart #36; F Mid Price #25                                     |   |
| 2002 | It’s A Heartache                                                  | Sanctuary Records               | CD                                                 | -                                                                                 |   |
| 2003 | The Very Best Of Bonnie Tyler                                     | Metro                           | CD + Booklet Biography + Track by Track Commentary | -                                                                                 |   |
| 2004 | Faster Than The Speed Of Night / Secret Dreams And Forbidden Fire | Columbia                        | 2 CD Box                                           | -                                                                                 |   |
| 2004 | It’s A Heartache                                                  | Sanctuary Records               | CD Disky                                           | -                                                                                 |   |
| 2004 | Bonnie Tyler - The Very Best Of                                   | Columbia Records / Sony         | Limited Edition CD                                 | -                                                                                 |   |
| 2005 | Lost In France – The Early Years                                  | Sanctuary Records               | 2 CD + Booklet                                     | -                                                                                 |   |
| 2005 | I Plu Grandi                                                      | CBS Italy                       | CD                                                 | -                                                                                 |   |
| 2005 | So Emotional                                                      | Sony BMG                        | CD                                                 | -                                                                                 |   |
| 2005 | Collections                                                       | Sony BMG                        | CD                                                 | -                                                                                 |   |
| 2006 | It's A Heartache                                                  | Castle Germany                  | 2 CD Box                                           | -                                                                                 |   |
| 2006 | Lost in France - Special Black Box Edition (2CD)                  | Castle Pulse Izrael/UK          | Dupla tokos 2 CD Box                               | -                                                                                 |   |
| 2006 | The Essential Bonnie Tyler (2CD)                                  | Sony BMG South Africa           | 2 CD                                               | SA #30                                                                            |   |
| 2006 | Les Indispensables - Versions Originale                           | Sony BMG                        | újrakevert verzió / digipack                       | -                                                                                 |   |
| 2006 | Bonnie Tyler Ultimate Collection                                  | Sony BMG South Africa           | CD                                                 | -                                                                                 |   |
| 2007 | Hit Collection Edition                                            | Sony BMG Germany                | CD                                                 | -                                                                                 |   |
| 2007 | From The Heart – Bonnie Tyler Greatest Hits                       | Sony BMG UK                     | CD + Bonus Track                                   | IE #2; Virgin Radio Download Chart #17; NZ #26; UK #31; EU Top 100 # 74; E #76    |   |
| 2007 | Heartbreakers                                                     | Sanctuary Records]]             | újrakevert, digipack                               | -                                                                                 |   |
| 2008 | Steel Box Collection (Bonnie Tyler Greatest Hits)                 | Sony BMG UK                     | fémdobozos CD                                      | -                                                                                 |   |
| 2008 | Faster Than The Speed Of Night / Secret Dreams And Forbidden Fire | Sony BMG UK                     | Slim papírtokos dupla CD                           | -                                                                                 |   |
| 2008 | Essential Collection                                              | Castle Pulse                    | 2 CD Box                                           | -                                                                                 |   |
| 2008 | Straight From The Heart (Circuit City Exclusive)                  | Sony BMG UK                     | újrakevert CD speciális tartalommal                | -                                                                                 |   |
| 2009 | Ravishing - The Best Of Bonnie Tyler (2CD)                        | Camden Deluxe / Sony Music (UK) | újrakevert, Deluxe 2 CD + biography                | -                                                                                 |   |
| 2009 | Bonnie Tyler - Flashback International                            | SonyBMG/Columbia/Venus          | Collectors 2 CD Box                                | -                                                                                 |   |
| 2009 | The Collection (2009 09. 07.)                                     | SonyBMG                         | újrakevert CD                                      | Estonia #28                                                                       | - |
| 2011 | Best Of 3 - Bonnie Tyler                                          | Sony Music France               | Deluxe Box                                         | -                                                                                 |   |

## Participações
| Ano  | Álbum                 | título                                                  |                                                                                  | Formato | time           |
| ---- | --------------------- | ------------------------------------------------------- | -------------------------------------------------------------------------------- | ------- | -------------- |
| 1979 | Vários Artistas       | Yamaha Grand Prix - Tokyo                               | Sitting on the Edge of the Ocean                                                 | LP      | 3:15           |
| 1983 | Rick Derringer        | Good Dirty Fun                                          | Lovers Attack                                                                    | CD; LP  | 4:15           |
| 1984 | Shakin’ Stevens       | The Bob Won't Stop                                      | A Rockin’ Good Way                                                               | LP      | 2:55           |
| 1986 | Fabio Jr.             | Sem Limites Para Sonhar                                 | Sem Limites Para Sonhar                                                          | LP      | 4:20           |
| 1986 | Vários Artistas       | The Anti Heroin Project                                 | It’a a Live in World It’s Not Easy                                               | 2 LP    | 4:10 4:35      |
| 1987 | Mike Oldfield         | Islands                                                 | Islands                                                                          | CD; LP  | 4:15           |
| 1987 | Vários Artistas       | Ferry Aid                                               | Let it Be                                                                        | LP      | 4:15           |
| 1987 | Cher                  | Cher                                                    | Perfection                                                                       | LP; CD  | 4:25           |
| 1989 | Cher                  | Heart of Stone                                          | Emotional Fire                                                                   | LP; CD  | 4:30           |
| 1990 | Vários Artistas       | Rock Against Repatriation                               | Sailing                                                                          | CD      | 4:20           |
| 1992 | Sophia Arbanith       | Parafora                                                | Patheno Stim Erimia / The Desert is in Your Heart                                | LP; CD  | 5:40           |
| 1998 | Vários Artistas       | Whistle down the Wind musical                           | Tyre Tracks and Broken Heart A Kiss is a Terrible thing to Waste (with Meat Loaf | CD      | 5:20 7:50      |
| 1998 | Vários Artistas       | Philharmania                                            | I Put a Spell on You                                                             | CD      | 4:38           |
| 1998 | Vários Artistas       | 2 Days Later With Jools Holland The Drake Music Project | The Sun Comes Up, The Sun Goes Down                                              | CD      | 4:45           |
| 1999 | Rick Wakemann         | Return To The Centre Of The Earth                       | Is Anybody There?                                                                | CD      | 6:45           |
| 2001 | Steve Hackett         | Feedback 86                                             | Prizefighter                                                                     | CD      | 4:35           |
| 2001 | Mal Pope              | The Ring                                                | Tables Turn                                                                      | CD      | 3:55           |
| 2003 | Gary Pickford-Hopkins | GHP                                                     | Loving You Means Leaving                                                         | CD      | 4:15           |
| 2004 | Peter Brocklehurst    | For You                                                 | Total Eclipse Of The Heart (Classic Version)                                     | CD      | 6:55           |
| 2004 | Matthias Reim         | Deja Vu (Greatest Hits)                                 | Forget It / Vergiss Es                                                           | CD      | 3:55           |
| 2005 | Vários Artistas       | Rock For Asia                                           | It's a Heartache To Love Somebody Sweet Child of Mine                            | DVD     | 4:35 5:30 4:15 |

## Trilha Sonora
| Ano  | Filme                            | Origem   | Track                                             | Compositor         | ~Time      |
| ---- | -------------------------------- | -------- | ------------------------------------------------- | ------------------ | ---------- |
| 1979 | The World is Full of Married Man | UK       | Married Man                                       | Musker             | 4:01       |
| 1984 | Footloose                        | USA      | Holding Out for a Hero                            | Jim Steinman       | 5:50       |
| 1984 | Metropolis                       | USA      | Here She Comes                                    | Giorgio Moroder    | 3:45       |
| 1986 | The Wraith                       | USA      | Matter of the Heart                               |                    | 4:25       |
| 1988 | Under Milk Wood                  | UK       | I Loved a Man                                     |                    | 3:49       |
| 1989 | 3615 code Pčre Noël              | França   | Merry Christmas                                   |                    | 2:55       |
| 1989 | The Dreamstone                   | UK       | Into the Sunset feat. Mike Batt                   | Mike Batt          | 3:42       |
| 1989 | Who’s Harry Comb?                | USA      | Holding out for a Hero                            | Jim Steinman       | 5:50       |
| 1990 | Fire, Ice & Dynamite             | Alemanha | Breakout                                          | Harold Faltermeyer | 3:59       |
| 1991 | Der Fall Schimanski              | Alemanha | Against the Wind                                  | S. Benson          | 3:35       |
| 1992 | Zorc, Mann Ohne Grenzen          | Alemanha | Race to the Fire Against the Wind                 | Dieter Bohlen      | 3:55       |
| 1993 | Die Stadtindianer                | Alemanha | Fire in My Soul                                   | Dieter Bohlen      | 4:45       |
| 1994 | Asterix in America               | Alemanha | Say Goodbye (Classical Version)                   | Harold Faltermeyer | 3:19       |
| 1996 | Der Schattenmann                 | Alemanha | Forget Her                                        | Paul Millns        | 4:13       |
| 1996 | Olimpiai Játékok - Atlanta       | Alemanha | Limelight                                         | Alan Parsons       | 5:20       |
| 1997 | Der König von St. Pauli          | Alemanha | He's the King                                     | Harold Faltermeyer | 4:45       |
| 1999 | Jack of Hearts                   | UK       | Jack of Hearts                                    |                    |            |
| 2001 | Urban Legend                     | USA      | Total Eclipse of the Heart                        | Jim Steinman       | 7:00       |
| 2001 | Bandits                          | USA      | Total Eclipse of the Heart Holding out for a Hero | Jim Steinman       | 7:00; 5:50 |
| 2003 | Party Monster                    |          | Total Eclipse of the Heart                        | Jim Steinman       | 4:30       |
| 2004 | Shrek 2.                         | USA      | Holding out for a Hero                            | Jim Steinman       | 5:50       |